# Circle (Alaska)
Circle, auch als „Circle City“ bezeichnet, ist ein Ort und ein census-designated place (CDP) in der Yukon-Koyukuk Census Area in Alaska in den Vereinigten Staaten. Das U.S. Census Bureau hatte bei der Volkszählung 2020 eine Einwohnerzahl von 91 ermittelt.

## Geographie

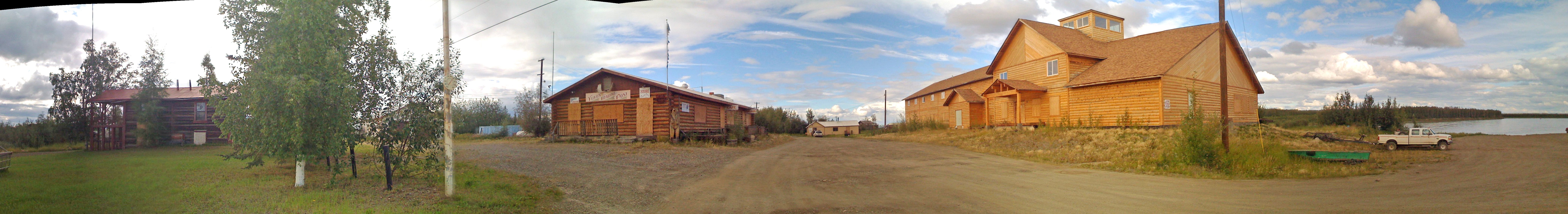
Ortskern von Circle

Circle liegt am Südufer des Yukon River am Rande des Yukon Flats National Wildlife Refuge und unmittelbar flussabwärts des Yukon-Charley Rivers National Preserve. Circle bildet das östliche Ende des Steese Highways und liegt 260 km nordöstlich von Fairbanks sowie etwa 120 km südlich des Polarkreises. Circle besitzt einen Flugplatz. Der Ortsname entstand aus der fälschlichen Annahme der ersten Siedler, Circle liege auf dem Polarkreis. Circle ist auch ein Kontrollpunkt für das Yukon Quest-Schlittenhunderennen.

## Geschichte
Entlang des Fortymile River wurde um die Mitte der 1880er-Jahre Gold entdeckt. 1893 fanden zwei Kreolen, Pitka and Sorresca, weitere Goldvorkommen im Circle Mining Distrikt am Birch Creek. Die Neuigkeit zog viele Goldsucher in die Gegend. Als Versorgungszentrum für über den Yukon zu verschiedenen abgelegenen Goldgräbercamps transportierte Güter wurde 1893 Circle gegründet. Im Frühling 1894 fand sich am Mastodon Creek Gold. Kurz danach gab es auch Goldfunde am Independence Creek, am Miller Creek, am Deadwood Creek und am Boulder Creek, alle innerhalb des Circle Mining Distrikts.
Im Jahre 1896, vor dem Klondike-Goldrausch, war Circle mit rund 700 Einwohnern die größte Goldsucherstadt am Yukon. Es gab einen Laden der Alaska Commercial Company, acht bis zehn Tanzlokale, ein Opernhaus, eine Bibliothek, eine Schule und eine Kirche sowie eine Zeitung, die Yukon Press, und einige Regierungsbeamte.
Die Goldfunde im Klondike River (1897) und in Nome (1899) entvölkerten die Stadt. Einige Goldsucher blieben im Gebiet des Birch Creek. Circle wurde ein kleines, aber stabiles lokales Zentrum, das die Goldsucher im Circle Distrikt unterstützte.

## Bevölkerung
- Ureinwohner: 76 %;
- Weiße: 14 %;
- Arbeitslosigkeit: 24 %;
- Einwohner unter der Armutsgrenze: 60,7 %[2]

## Klima
Circle besitzt ein kontinentales subarktisches Klima, das sich durch extreme Temperaturdifferenzen zwischen Sommer und Winter auszeichnet. Der Winter ist lang und hart, der Sommer kurz und warm. Die Temperaturen liegen im Sommer im Bereich von 15–20 °C, im Winter bis −45 °C. Die mittlere Regenmenge beträgt 165 mm, durchschnittlich fallen im Jahr etwa 110 cm Schnee. Der Yukon ist hier von Mitte Juni bis Mitte Oktober eisfrei.